# Might and Magic VIII: Day of the Destroyer
Might and Magic VIII: Day of the Destroyer (polski tytuł: Might and Magic VIII: Dzień Niszczyciela) to komputerowa gra fabularna przeznaczona na komputery z systemem operacyjnym Microsoft Windows wyprodukowana przez New World Computing i wydana w 2000 roku przez 3DO. Jest ósmą z kolei grą w serii. Gra zebrała słabe recenzje, krytykowano ją za stary silnik graficzny - tego samego użyto w dwóch wcześniejszych grach sagi, a także za to, że rozwój postaci, system umiejętności, efekty dźwiękowe i graficzne a nawet pewne elementy gry, jak karcianka Arcomage zostały skopiowane z Might and Magic VII.
Przeciwnie do poprzednich dwóch części, w Might and Magic VIII wprowadzono nowy system budowy drużyny bohaterów, który pozwalał na utworzenie tylko jednej postaci na początku gry oraz swobodną rekrutację i wymianę czterech innych. Zmieniono również nieco system rozwoju postaci, wprowadzając klaso-rasy.